# Lepadella ptilota
Lepadella ptilota är en hjuldjursart som beskrevs av Berzinš 1960. Lepadella ptilota ingår i släktet Lepadella och familjen Lepadellidae. Inga underarter finns listade i Catalogue of Life.